# Лю Сінь (імператор Хань)
Лю Сінь (27 до н. е. —1 до н. е.) — 12-й імператор династії Хань у 7—1 роках до н. е. Храмове ім'я Ай-ді.

## Життєпис
Походив з імператорської родини Лю. Народився 27 року до н. е. Був сином князя Лю Каня та панні Дінь. Отримує ім'я Сінь. Після смерті батька у 23 році до н. е. успадкував його титул князя Діньтао. У 9 році до н. е. вперше відвідав столицю імперії Чан'ань. У 8 році до н. е. його визнали спадкоємцем трону. З цього моменту він повсякчас знаходився в імператорському палаці, поруч з імператором Чен-ді. Після смерті останнього 7 року до н. е. Лю сінь стає імператором.

Спочатку енергійно зайнявся державними справами: було скорочено державних чиновників до 200 осіб, а пкнязів й князівн на утримання держави — до 100. Також він відсторон від влади клан Ван. Але незабаром державний апарат знову поручинув у боротьбу між аристократичними групами. Зрештою імператор надав значних повноважень своєму коханцеві Дун Сяню: у 3 році до н. е. зробив його хо (маркізом, а у 2 році до н. е. — дасима (першим міністром). деякий час Ай-ді розмірковував зробити Дун Сяня своїм спадкоємцем. Втім імператор не встиг виконати свої задуми, помер 1 року до н. е. Це надало можливість роду Ван повернути собі владу, зробивши імператором Лю Цзіцзі.

## Особисте життя
Багато хто вважав імператора Ая найбільш помітним гомосексуальним імператором династії Хань, попри те що до династії Хань належало багато імператорів, що мали чоловіків-коханців. Традиційні історики характеризували стосунки між імператором Аєм і Дун Сянем як стосунки між гомосексуальними коханцями і називали їхні стосунки «пристрастю відрізаного рукава» (斷袖之癖) після історії про те, що одного дня після обіду, коли вони заснули на одному ліжку, імператор Ай відрізав собі рукав, щоб не турбувати сплячого Дун Сяна, коли йому довелося встати з ліжка. Під час правління імператора Ая офіційні особи дізналися про обіцянки, пов'язані з його фаворитизмом, і почали одягатися дуже вишукано. За іронією долі, Донг був відзначений своєю відносною простотою на відміну від нього і отримував поступово все вищі і вищі пости як частину відносин, зрештою ставши верховним головнокомандувачем збройних сил до моменту смерті імператора Ая. Після того Донга змусили скоїти самогубство.